# 평해중학교
평해중학교(平海中學校)는 대한민국 경상북도 울진군 평해읍 월송리에 있는 공립 중학교이다.

## 학교 연혁
- 1947년 8월 27일 : 평해 중학교 설립인가
- 1947년 9월 17일 : 초대 교장 황택린 취임(중학교)
- 1947년 9월 23일 : 평해 중학교 개교식
- 1951년 8월 9일 : 제1회 졸업식 거행(평해중학교)
- 1967년 12월 26일 : 평해 상업고등학교 인가
- 1997년 2월 18일 : 멀티미디어실 개관
- 1999년 12월 13일 : 학생 식당 준공(중·고 전교생 급식)
- 2019년 3월 1일 : 평해중학교, 평해여자중학교 통폐합
- 2022년 9월 1일 : 제31대 김필재 교장 취임
- 2024년 1월 5일 : 2023학년도 졸업식 거행(중학교 제75회 8명, 총 7,381명)
- 2024년 3월 4일 : 2024학년도 입학식 거행

## 참고 자료
- 평해중학교 - 한국교육학술정보원 학교알리미